# تود بلودغت
تود بلودغت (بالإنجليزية: Todd Blodgett)‏ هو كاتب أمريكي، ولد في 10 سبتمبر 1960 في آيوا سيتي في الولايات المتحدة.